# Клименко Юрій Вікторович
Клименко Юрій Вікторович — радянський і російський кінооператор і фотограф. Заслужений діяч мистецтв Росії (1994). Лауреат Державної премії РФ (2000). Лауреат кінопремії «Ніка» (1998, 2000, 2005, 2010, 2014, 2018).

## Біографія
Народився 24 березня 1944 р. в Дніпропетровську в родині службовців. У 1963–1965 рр. вчився на механіко-математичному факультеті Дніпропетровського державного університету.
Закінчив операторський факультет Всесоюзного державного інституту кінематографії (1972, курс Б. Волчека).
Працював асистентом оператора, оператором на кіностудіях Грузія-фільм, Узбекфільм, Одеській к/с.
Зняв на Одеській кіностудії фільми: «Про Вітю, про Машу і морську піхоту» (1973), «Контрабанда» (1974, у співавт.; реж. С. Говорухін), «Квіти для Олі» (1975), «Втеча з в'язниці» (1977), а на «Узбекфільмі» — «Людина йде за птахами» (1975, Премія «За найкраще зображальне вирішення» IX Всесоюзного кінофестивалю, Фрунзе, 1976; приз «Срібний павич» Міжнародного кінофестивалю, Делі; 1977), «Триптих» (1979) тощо.
Був членом Спілки кінематографістів УРСР.
З 1987 р. — оператор-постановник кіностудії «Мосфільм».
Багаторазовий номінант і лауреат низки кінопремій і фестивалів.
Персональні виставки фоторобіт Ю. Клименка проходили в Москві, Лондоні, Нью-Йорку та ін

## Фільмографія
Епізодичні ролі в кіно:
- «За сімейними обставинами» (1977)
- «День янгола» (1988)

Оператор-постановник:
- «Про Вітю, про Машу і морську піхоту» (1973, Михайло Пташук; Одеська кіностудія)
- «Контрабанда» (1974, у співавт.; реж. С. Говорухін, Одеська кіностудія)
- «Квіти для Олі» (1975, реж. Радомир Василевський; Одеська кіностудія)
- «Людина йде за птахами» (1975, реж. Алі Хамраєв)
- «Втеча з в'язниці» (1977, реж. Р. Василевський; Одеська кіностудія)
- «Пізнаючи білий світ» (1978, реж. Кіра Муратова)
- «Триптих» (1979, реж. Алі Хамраєв)
- «Дюма на Кавказі» (1979, реж. Хасан Хажкасімов)
- «Охоронець» (1979, у співавт.)
- «День ангела» (1980)
- «Сльози крапали» (1982, реж. Георгій Данелія)
- «Спекотне літо в Кабулі» (1983, реж. Алі Хамраєв)
- «Легенда про Сурамську фортецю» (1984, Грузія-фільм; реж. Сергій Параджанов, Давид Абашидзе)
- «Проста смерть...» (1985, реж. Олександр Кайдановський)
- «Чужа біла і рябий» (1986, реж. Сергій Соловйов)
- «Чорна троянда — емблема печалі, червона троянда — емблема кохання» (1989, реж. Сергій Соловйов)
- «Маестро: Сергій Параджанов» (1989, док. фільм[2], реж. Олександр Кайдановський)
- «Будинок під зоряним небом» (1991, реж. Сергій Соловйов)
- «Анна Карамазофф»/Anna Karamazoff (1991, реж. Рустам Хамдамов)
- «Офіціант з золотим підносом» (1992)
- «Три сестри» (1994, реж. Сергій Соловйов)
- «Одкровення незнайомцю» /Confidences a un inconnu (1995, Росія—Франція—Італія)
- «Му-му» (1998, реж. Юрій Гримов)
- «Барак» (1999, реж. Валерій Огородніков)
- «Щоденник його дружини» (2000, реж. Олексій Учитель)
- «Гра в модерн» (2002, реж. Максим Коростишевський, Ігор Єфімов)
- «Кострома» (2002)
- «Прогулянка» (2003, реж. Олексій Учитель)
- «Про кохання» (2003, реж. Сергій Соловйов)
- «Космос як передчуття» (2005, реж. Олексій Учитель)
- «Не хлібом єдиним» (2005, реж. Станіслав Говорухін)
- «Пасажирка» (2008, реж. Станіслав Говорухін)
- «Полонений» (2008, реж. Олексій Учитель)
- «2-Асса-2» (2009, реж. Сергій Соловйов)
- «Анна Кареніна» (2009, у співавт.; реж. Сергій Соловйов) — номінація на премію «Золотий орел» за найкращу операторську роботу
- «Самка» (2010, реж. Г. Константинопольський) — номінація на ряд кінопремій
- «Край» (2010, реж. Олексій Учитель) — номінація на премії «Золотий орел» за найкращу операторську роботу, «Білий квадрат» Гільдії кінооператорів Росії, Asia Pacific Screen Awards
- «Weekend» (2013, реж. Станіслав Говорухін) — номінація на премію «Золотий орел» за найкращу операторську роботу
- «Важко бути богом» (2013, реж. Олексій Герман)
- «Вісімка» (2013, реж. Олексій Учитель)
- «Щоденник мами першокласника» (2014, реж. Андрій Сілкін)
- «Матильда» (2017, реж. Олексій Учитель)
- «Ван Гоги» (2018), реж. С. Лівнєв) та інші...

## Фестивалі і премії
- 1998 — Премія «Ніка»: За найкращу операторську роботу (фільм «Му-му» 1998)[3]
- 2000 — Державна премія Росії (фільм «Барак» 1999)
- 2000 — Премія «Ніка»: За найкращу операторську роботу (фільм «Щоденник його дружини» 2000)[4]
- 2000 — МКФ в Мілані: Приз за найкращу операторську роботу (фільм «Щоденник його дружини» 2000)
- 2005 — Премія «Ніка»: За найкращу операторську роботу (фільм «Космос як передчуття» 2005)[5]
- 2006 — РКФ «Література і кіно» в Гатчині: Приз за найкращу операторську роботу імені А. Москвіна (фільм «Не хлібом єдиним» 2005)
- 2008 — Премія «Білий Слон» Гільдії кінознавців і кінокритиків Росії: За найкращу операторську роботу (фільм «Полонений» 2008)
- 2010 — Премія «Ніка»: За найкращу операторську роботу (фільм «Край» 2010)[6]
- 2014 — Премія «Ніка»: За найкращу операторську роботу (фільм «Важко бути богом» 2013)[7]
- 2015 — Премія «Білий слон» Гільдії кінознавців і кінокритиків Росії: За найкращу операторську роботу (фільм «Важко бути богом» 2013)
- 2019 — Премія «Ніка» (за 2018 рік): За найкращу операторську роботу (фільм «Ван Гоги» (2018), реж. С. Лівнєв)[8]

Номінації
- 2004 — Номінація на премію «Золотий орел»: За найкращу операторську роботу (фільм «Прогулянка», 2003)
- 2006 — Номінація на премію «Золотий орел»: За найкращу операторську роботу (фільм «Космос як передчуття», 2005)
- 2018 — Номінація на премію «Ніка» за 2017 рік: За найкращу операторську роботу (фільм «Матильда» (2017, реж. Олексій Учитель)[9]
- 2018 — Номінація на премію кіноізобразітельного мистецтва «Білий квадрат» Гільдії кінооператорів Росії (фільм «Матильда»)
- 2018 — Номінація на премію кіноізобразітельного мистецтва «Білий квадрат» Гільдії кінооператорів Росії (фільм «Ван Гоги») та ін.